# Монте Роберто
Мо̀нте Робѐрто (на италиански: Monte Roberto) е малко градче и община в Централна Италия, провинция Анкона, регион Марке. Разположено е на 348 m надморска височина. Населението на общината е 3021 души (към 2010 г.).